# Кармановська
Карма́новська (рос. Кармановская) — присілок у складі Верхньокамського району Кіровської області, Росія. Входить до складу Рудничного міського поселення.
Населення становить 17 осіб (2010, 15 у 2002).
Національний склад станом на 2002 рік — росіяни 100 %.